# Aubin (Pyrénées-Atlantiques)
Aubin település Franciaországban, Pyrénées-Atlantiques megyében. Lakosainak száma 266 fő (2022. január 1.). Aubin Bournos, Caubios-Loos, Momas és Uzein községekkel határos.

## Népesség
A település népességének változása:
| Lakosok száma | 245  | 232  | 239  | 249  | 260  | 264  | 265  | 266  |
|               | 2013 | 2015 | 2017 | 2018 | 2019 | 2020 | 2021 | 2022 |